# Rinti
Rinti is een bestuurslaag in het regentschap Pidie van de provincie Atjeh, Indonesië. Rinti telt 255 inwoners (volkstelling 2010).